# سيابونغا نومفيتي
سيابونغا نومفيتي (بالإنجليزية: Siyabonga Nomvethe)‏، من مواليد 2 ديسمبر 1977 في دوربان في جنوب أفريقيا، لاعب كرة قدم جنوب أفريقي.
بدأ مسيرته الكروية مع نادي أفريكان واندرز في موسم 1997/1998، ولعب معهم 28 مباراة وسجل 11 هدف، وفي عام 1998 انتقل إلى نادي كايزر تشيفز، ولعب معهم حتى عام 2001، وشارك معهم في 87 مباراة وسجل 47 هدف، وفي عام 2001 انتقل إلى نادي أودونيزي الإيطالي، ولعب معهم حتى عام 2006، وشارك معهم في 19 مباراة، وفي عام 2004 أعير إلى نادي سالرنيتانا الإيطالي، ولعب معهم 17 مباراة وسجل هدفين، وفي موسم 2004/2005 أعير إلى نادي إيمبولي الإيطالي، ولعب معهم 10 مباريات، وفي عام 2005 أعير إلى نادي ديورغاردنز السويدي، ولعب معهم 5 مباريات وسجل هدف واحد، وفي موسم 2005/2006 أعير إلى نادي أورلاندو بيراتس الأمريكي، وفي عام 2006 انتقل إلى نادي ألبورغ الدنماركي، وشارك معهم في 18 مباراة وسجل 3 أهداف.
و قد بدأ باللعب مع منتخب جنوب أفريقيا لكرة القدم في عام 1999.

## مسيرته الكروية
لعب سيابونغا نومفيتي خلال مسيرته الاحترافية مع 10 أندية في خمسة وعشرون موسمًا وسجل خلالها 159 هدف ضمن 485 مباراة. حيث فاز في موسمين بالكأس وفي موسمين بالدوري.
خاض سيابونغا نومفيتي مسيرته مع African Wanderers F.C. ‏ في موسم 1997–98 لمدة موسم واحد، مشاركًا في 28 مباراة سجل خلالها 11 هدفًا. ثم انتقل إلى نادي كايزر تشيفز في موسم 1998–99 واستمر معه طيلة ثلاثة مواسم، حيث شارك في 87 مباراة سجل خلالها 47 هدفًا. لينتقل بعدها إلى نادي أودينيزي في موسم 2001–02 واستمر معه طيلة ثلاثة مواسم، مشاركًا في 19 مباراة ولم يسجل أي هدف. ثم انتقل إلى نادي ساليرنيتانا في موسم 2003–04 لمدة موسم واحد، مشاركًا في 17 مباراة سجل خلالها هدفين. هذا وانتقل لاحقًا إلى نادي إمبولي في موسم 2004–05 لمدة موسم واحد، مشاركًا في 10 مباريات ولم يسجل أي هدف. ثم انتقل بعدها إلى نادي يورغوردينس ما بين عامي 2005 و2006 لمدة موسم واحد، مشاركًا في 5 مباريات سجل خلالها هدفًا واحدًا. ليعود وينتقل من جديد، لكن هذه المرة إلى نادي أورلاندو بيراتس في موسم 2005–06 لمدة موسم واحد، مشاركًا في 14 مباراة سجل خلالها 4 أهداف. لينتقل بعدها إلى البورك بولدسبيلكلوب ‏ في موسم 2006–07 واستمر معه طيلة ثلاثة مواسم، مشاركًا في 72 مباراة سجل خلالها 10 أهداف. ثم لعب في نادي موروكا سوالوز في موسم 2009–10 ليلعب معه سبعة مواسم، مشاركًا في 161 مباراة سجل خلالها 56 هدفًا. ليعود ويرتحل عنه إلى نادي أمازولو في موسم 2015–16 ليلعب معه أربعة مواسم، مشاركًا في 72 مباراة سجل خلالها 28 هدفًا.

## روابط خارجية
- سيابونغا نومفيتي على موقع الاتحاد الدولي (مؤرشف)  (الإنجليزية)
- سيابونغا نومفيتي على موقع قاعدة بيانات كرة القدم.إي يو (الإنجليزية)
- سيابونغا نومفيتي على موقع ناشيونال فوتبول تيمز (الإنجليزية)
- سيابونغا نومفيتي على موقع Soccerway.com (الإنجليزية)
- سيابونغا نومفيتي على موقع عالم كرة القدم.نت (الإنجليزية)
- سيابونغا نومفيتي على موقع كووورة
- سيابونغا نومفيتي على موقع أوليمبيديا (الإنجليزية)